# The Private Eyes
The Private Eyes es una película de misterio y comedia estadounidense de 1980 protagonizada por Tim Conway y Don Knotts. La pareja interpreta a torpes detectives estadounidenses que trabajan para Scotland Yard. Fue filmada en Biltmore Estate en Asheville, Carolina del Norte.
La película fue dirigida por Lang Elliott y fue la pareja final de Conway y Knotts, sin contar sus cameos como dos oficiales de la Patrulla de Caminos de California en la película de 1984 Cannonball Run II.

## Trama
La película comienza a principios del siglo XX, en una mansión de campo inglesa con el aparente asesinato de Lord y Lady Morley en su coche por una figura con una capa negra. El inspector Winship (Knotts) y el Dr. Tart (Conway), dos detectives estadounidenses trasladados a Scotland Yard debido a problemas en Estados Unidos viajan a la mansión Morley blandiendo una carta del difunto Lord Morley pidiéndoles que investiguen su propio asesinato. Se encuentran con la atractiva heredera, la hija adoptiva de los Morley, Phyllis Morley (Trisha Noble), y conocen al cuestionable personal de la mansión.
Mientras los dos investigan el asesinato, cada miembro del personal, que incluye a un samurái, un jorobado, una criada tetona, un gitano y un mayordomo loco, aparentemente mueren. Sin embargo, cada uno de sus cuerpos desaparece antes de que los detectives puedan mostrárselos a la heredera. Sus intentos de actualizar Scotland Yard a través de palomas mensajeras se ven continuamente frustrados, generalmente por la muerte de la paloma. Después de descubrir los numerosos pasadizos ocultos de la mansión, los detectives terminan en una " cámara de tortura " y Winship queda atrapado en una trampa mortal. Mientras Tart busca torpemente una manera de ayudar, la figura con capa ("La Sombra") salta para rescatar a Winship de la trampa.
Luego, una boa constrictor los asusta y los lleva a un compactador de basura, donde sobreviven siendo comprimidos en un fardo de basura. Una vez fuera de la basura, encuentran a la heredera tomando el dinero de Morley y preparándose para abandonar la mansión. Luego confiesa haber matado a los Morley por su dinero porque tiene la adicción al juego. Planeando matar a los detectives y escapar de la mansión, cae de espaldas sobre un macizo de flores mientras se retira, donde es agarrada por la figura sombría, que se ha estado escondiendo en la tierra. La sombra la asusta hasta el punto de que se desmaya, momento en el que la sombra se quita la capa, revelándose como Lord Morley.
Morley había escapado del accidente automovilístico y reunió al personal para obtener su ayuda en un plan para lograr que la heredera confesara el asesinato de su esposa y el atentado contra su propia vida. Morley permaneció "muerto" (escondido) como parte del plan, y escribió la carta a Scotland Yard para solicitar a Winship y Tart como investigadores, presumiblemente debido a su incompetencia. Mientras Morley explica lo que hizo, aparecen los miembros del personal, que han fingido sus propias muertes como parte del plan. La heredera es arrestada y a Winship y Tart se les agradece con el obsequio de un sarcófago muy raro, que se coloca en su coche.
Mientras Winship y Tart se alejan, discuten sobre la existencia de criaturas conocidas como "wookalars", que se dice que son criaturas parecidas a hombres con una fuerza sobrehumana y una cara de cerdo. La película termina con su auto corriendo por la carretera mientras gritan de terror, debido a la repentina aparición de un wookalar del sarcófago.

## Reparto principal
- Don Knotts como inspector Winship
- Tim Conway como Dr. Tart
- Trisha Noble como la amante Phyllis Morley
- John Fujioka como el Sr.Uwatsum
- Bernard Fox como Justin
- Grace Zabriskie como niñera
- Stan Ross como Tíbet
- Irwin Keyes como deportista
- Suzy Mandel como Hilda

## Fondo
Los dos actores cómicos Conway y Knotts alcanzaron el éxito en la pantalla cuando aparecieron en varios largometrajes familiares para Disney: The Apple Dumpling Gang (1975), Gus (1976) (el único que no presentó a los dos juntos en pantalla) y The La banda de Apple Dumpling vuelve a montar (1979). Conway y John Myhers escribieron un guion que se convirtió en The Prize Fighter y después de su éxito de taquilla en 1979 (y en alquileres), Conway y Myhers escribieron otro equipo de Knotts y Conway, The Private Eyes.

## Recepción
The Private Eyes ganó 12 millones de dólares en alquileres durante su estreno inicial y se convirtió en la película más taquillera realizada en New World Pictures bajo la dirección de Roger Corman.